# Новоалександровка (Ананьевский район)
Новоалександровка (укр. Новоолександрівка) — село, относится к Подольскому району Одесской области Украины.
Население по переписи 2001 года составляло 552 человека. Почтовый индекс — 66434. Телефонный код — 4863. Занимает площадь 1,6 км². Код КОАТУУ — 5120283901.

## Местный совет
66434, Одесская обл., Подольский р-н, с. Новоалександровка